# Buxus bissei
Buxus bissei är en buxbomsväxtart som beskrevs av Egon Köhler. Buxus bissei ingår i släktet buxbomar, och familjen buxbomsväxter. Inga underarter finns listade i Catalogue of Life.